# Brienon-sur-Armançon
Brienon-sur-Armançon – miejscowość i gmina we Francji, w regionie Burgundia-Franche-Comté, w departamencie Yonne.
Według danych na rok 1990 gminę zamieszkiwało 3088 osób, a gęstość zaludnienia wynosiła 99 osób/km² (wśród 2044 gmin Burgundii Brienon-sur-Armançon plasuje się na 65. miejscu pod względem liczby ludności, natomiast pod względem powierzchni na miejscu 163.).